# 聖克拉拉灣
聖克拉拉灣（西班牙語：Bahía de Santa Clara）是古巴的海灣，位於該國北岸，處於尼古拉海峽與馬坦薩斯省和比亞克拉拉省北岸之間，北面和西面有薩瓦納-卡馬圭群島，西面以卡德納斯灣為界。
23°08′N 80°40′W / 23.133°N 80.667°W